# Roland Mark Schoeman
Roland Mark Schoeman (Pretoria, 3 juli 1980) is een Zuid-Afrikaanse zwemmer en een van de leden van het team dat goud won op de 4x100 meter vrije slag tijdens de Olympische Spelen van Athene. Schoeman was de wereldrecordhouder op de 50 meter vrije slag kortebaan.

## Carrière
Roland Schoeman maakte zijn internationale debuut tijdens de Gemenebestspelen 1998 in Kuala Lumpur.
Twee jaar later maakte hij zijn olympische debuut in Sydney met een tiende plaats op de 50 meter vrije slag en een vijftiende plaats op de dubbele afstand. Met de 4x100 meter vrije slag estafette was een elfde plaats in de series het eindstation.
In 2001 nam hij deel aan het wereldkampioenschappen zwemmen 2001 in Fukuoka waar hij de bronzen medaille opeiste op de 50 meter vrije slag. Daarnaast bereikte hij nog de vierde plaats op de 50 meter vlinderslag en de zeventiende op de 100 meter vrije slag.
Bij de Gemenebestspelen 2002 in Manchester won Roland Schoeman zijn eerste internationale gouden medaille, op de 50 meter vrije slag. Hij ging uiteindelijk met drie medailles naar huis doordat hij zilver won op zowel de 50 meter vlinderslag en de 4x100 meter vrije slag.
De wereldkampioenschappen zwemmen 2003 in Barcelona was geen groot succes na uitschakeling in de series van zowel de 50 als de 100 meter vrije slag. Een vijfde plaats op de 50 meter vlinderslag was zijn beste resultaat, daarnaast hij met de 4x100 meter vrije slag estafette als achtste.
De Olympische Spelen 2004 in Athene begonnen met goud op de 4x100 meter vrije slag voor Schoeman en zijn ploeggenoten Lyndon Ferns, Darian Townsend en Ryk Neethling. Individueel was er zilver op de 100 meter vrije slag, achter titelverdediger Pieter van den Hoogenband en brons op 50 meter vrije slag.

### 2005-2008
Op de wereldkampioenschappen zwemmen 2005 in het Canadese Montreal won Schoeman zijn eerste mondiale titels op de 50 meter vrije slag en de 50 meter vlinderslag, op die laatste afstand brak hij ook het wereldrecord. Hij pakte net als een jaar eerder tijdens de Spelen het zilver op de 100 meter vrije slag ditmaal achter Filippo Magnini.
Van de Gemenebestspelen 2006 in Melbourne Australië kwam hij thuis met drie maal goud, op de 50 meter vrije slag, 50 meter vlinderslag en de 4x100 meter vrije slag estafette. Op het koningsnummer, de 100 m vrije slag, behaalde hij de bronzen medaille.
Twaalf maanden later ging Schoeman terug naar Melbourne voor de wereldkampioenschappen zwemmen 2007. Ditmaal kwam hij thuis met eenmaal goud op de 50 meter vlinderslag, daarnaast werd hij zevende op de 50 en de 100 meter vrije slag. Met de estafette ploeg 4x100 meter vrije slag werd hij vierde.
De Olympische Zomerspelen 2008 leverde Schoeman geen medailles op, twee zevende plaatsen op de 50 meter en 4x100 meter vrije slag waren zijn prestaties in Peking.

### 2009-heden
Op de wereldkampioenschappen zwemmen 2009 in Rome werd de Zuid-Afrikaan uitgeschakeld in de halve finales van zowel de 50 meter vrije slag als de 50 meter vlinderslag, op de 100 meter vrije slag kwam hij niet door de series. Samen met Lyndon Ferns, Graeme Moore en Darian Townsend eindigde hij als vijfde op de 4x100 meter vrije slag.
In Irvine nam Schoeman deel aan de Pan Pacific kampioenschappen zwemmen 2010. Op dit toernooi veroverde hij de bronzen medaille op de 50 meter vlinderslag, op zowel de 50 als de 100 meter vrije slag strandde hij in de series. Op de 4x100 meter vrije slag legde hij samen met Lyndon Ferns, Gideon Louw en Graeme Moore beslag op de bronzen medaille. Tijdens de Gemenebestspelen 2010 in Delhi sleepte de Zuid-Afrikaan de zilveren medaille op de 50 meter vrije slag en de bronzen medaille op de 50 meter vlinderslag in de wacht. Samen met Graeme Moore, Gideon Louw en Darian Townsend veroverde hij de bronzen medaille op de 4x100 meter vrije slag. Op de wereldkampioenschappen kortebaanzwemmen 2010 in Dubai eindigde Schoeman als vierde op de 50 meter schoolslag, op zowel de 50 meter vrije slag als de 50 meter vlinderslag werd hij uitgeschakeld in de series.
In Shanghai nam de Zuid-Afrikaan deel aan de wereldkampioenschappen zwemmen 2011. Op dit toernooi strandde hij in de halve finales van zowel de 50 meter vrije slag als de 50 meter vlinderslag.
De Olympische Zomerspelen 2012 leverde Schoeman geen medailles op: in de finale van de 50 meter vrije slag werd hij zesde terwijl hij met zijn landgenoten Gideon Louw, Darian Townsend en Graeme Moore vijfde eindigde in de finale van de 4x100 meter vrije slag.

## Internationale toernooien
| Jaar | Olympische Spelen                                            | WK langebaan                                                                    | WK kortebaan                                             | PanPacs                                                                        | Gemenebestspelen                                                                              |
| ---- | ------------------------------------------------------------ | ------------------------------------------------------------------------------- | -------------------------------------------------------- | ------------------------------------------------------------------------------ | --------------------------------------------------------------------------------------------- |
| 1998 |                                                              | geen deelname                                                                   |                                                          |                                                                                | 6e 50m vrije slag 6e 100m vrije slag                                                          |
| 1999 |                                                              |                                                                                 | geen deelname                                            | geen deelname                                                                  |                                                                                               |
| 2000 | 10e 50m vrije slag 15e 100m vrije slag 11e 4x100m vrije slag |                                                                                 | geen deelname                                            |                                                                                |                                                                                               |
| 2001 |                                                              | 50m vrije slag · 17e 100m vrije slag · 4e 50m vlinderslag                       |                                                          |                                                                                |                                                                                               |
| 2002 |                                                              |                                                                                 | geen deelname                                            | geen deelname                                                                  | 50m vrije slag · 50m vlinderslag · 4x100m vrije slag · 4e 4x100m wisselslag                   |
| 2003 |                                                              | 17e 50m vrije slag 28e 100m vrije slag 5e 50m vlinderslag 8e 4x100m vrije slag  |                                                          |                                                                                |                                                                                               |
| 2004 | 50m vrije slag · 100m vrije slag · 4x100m vrije slag         |                                                                                 | geen deelname                                            |                                                                                |                                                                                               |
| 2005 |                                                              | 50m vrije slag · 100m vrije slag · 50m vlinderslag                              |                                                          |                                                                                |                                                                                               |
| 2006 |                                                              |                                                                                 | geen deelname                                            | 50m vrije slag · 100m vrije slag · 5e 4x100m wisselslag                        | 50m vrije slag · 100m vrije slag · 50m vlinderslag · 4x100m vrije slag · 6e 4x100m wisselslag |
| 2007 |                                                              | 7e 50m vrije slag · 7e 100m vrije slag · 50m vlinderslag · 4e 4x100m vrije slag |                                                          |                                                                                |                                                                                               |
| 2008 | 7e 50m vrije slag 7e 4x100m vrije slag                       |                                                                                 | geen deelname                                            |                                                                                |                                                                                               |
| 2009 |                                                              | 15e 50m vrije slag 23e 100m vrije slag 9e 50m vlinderslag 5e 4x100m vrije slag  |                                                          |                                                                                |                                                                                               |
| 2010 |                                                              |                                                                                 | 15e 50m vrije slag 4e 50m schoolslag 10e 50m vlinderslag | 21e 50m vrije slag · 50e 100m vrije slag · 50m vlinderslag · 4x100m vrije slag | 50m vrije slag · 50m vlinderslag · 4x100m vrije slag                                          |
| 2011 |                                                              | 16e 50m vrije slag 9e 50m vlinderslag                                           |                                                          |                                                                                |                                                                                               |
| 2012 | 5e 4x 100m vrije slag 6e 50m vrije slag                      |                                                                                 |                                                          |                                                                                |                                                                                               |
| 2013 |                                                              | 7e 50m vrije slag 10e 50m vlinderslag                                           |                                                          |                                                                                |                                                                                               |

## Persoonlijke records
| Kortebaan       | Kortebaan | Kortebaan        | Kortebaan        |
| Afstand         | Tijd      | Datum            | Plaats           |
| --------------- | --------- | ---------------- | ---------------- |
| 50m vrije slag  | 20,30     | 8 augustus 2009  | Pietermaritzburg |
| 100m vrije slag | 46,25     | 22 januari 2005  | Berlijn          |
| 50m vlinderslag | 21,87     | 14 november 2009 | Berlijn          |

| Langebaan       | Langebaan | Langebaan        | Langebaan |
| Afstand         | Tijd      | Datum            | Plaats    |
| --------------- | --------- | ---------------- | --------- |
| 50m vrije slag  | 21,67     | 16 augustus 2008 | Peking    |
| 100m vrije slag | 48,17     | 15 augustus 2004 | Athene    |
| 50m vlinderslag | 22,90     | 26 juli 2009     | Rome      |